# 6 gradi di separazione
6 gradi di separazione (Six Degrees of Separation) è un film del 1993 diretto da Fred Schepisi.
Il film è tratto dall'omonima opera teatrale di John Guare, anche autore della sceneggiatura, a sua volta ispirata ad un episodio della vita del truffatore David Hampton.  Il titolo fa riferimento alla teoria dei sei gradi di separazione.

## Trama
(Ouisa Kittredge)
Louisa "Ouisa" e Flan Kittredge, ricchi mercanti d'arte di New York, si trovano una notte a dover prestare aiuto a Paul, un giovane che si presenta loro come figlio di Sidney Poitier, e amico dei loro figli ad Harvard.
I due gli offrono un letto per la notte, e durante la serata lui li incanta preparando loro una deliziosa cena e sostenendo argomentazioni ardite e coinvolgenti. Il mattino seguente scoprono che lui non è quello che sembra.
Le loro investigazioni sono intriganti e li portano a rivalutare le proprie vite. L'esperienza, che assumerà contorni via via più inquietanti, diventerà l'aneddoto che terrà banco a una festa di matrimonio e a una serie di cene successive, in cui emergeranno episodi analoghi successi anche ad altre persone.

## Distribuzione
Il film è stato distribuito nelle sale cinematografiche statunitensi da Metro-Goldwyn-Mayer a partire dall'8 dicembre 1993.
In Italia è stato distribuito da UIP - United International Pictures a partire dal 30 marzo 1995.

## Accoglienza

### Incassi
Il film, costato 15 milioni di dollari, ne incassò 6,4 milioni negli Stati Uniti.

## Riconoscimenti
- 1994 - Premi Oscar[5]
  - Candidatura per la miglior attrice a Stockard Channing
- 1994 - Golden Globe[6]
  - Candidatura per la migliore attrice in un film commedia o musicale a Stockard Channing
- 1994 - Chicago Film Critics Association Awards
  - Candidatura per la migliore attrice a Stockard Channing
  - Candidatura per l'attore più promettente a Will Smith